# 야생화

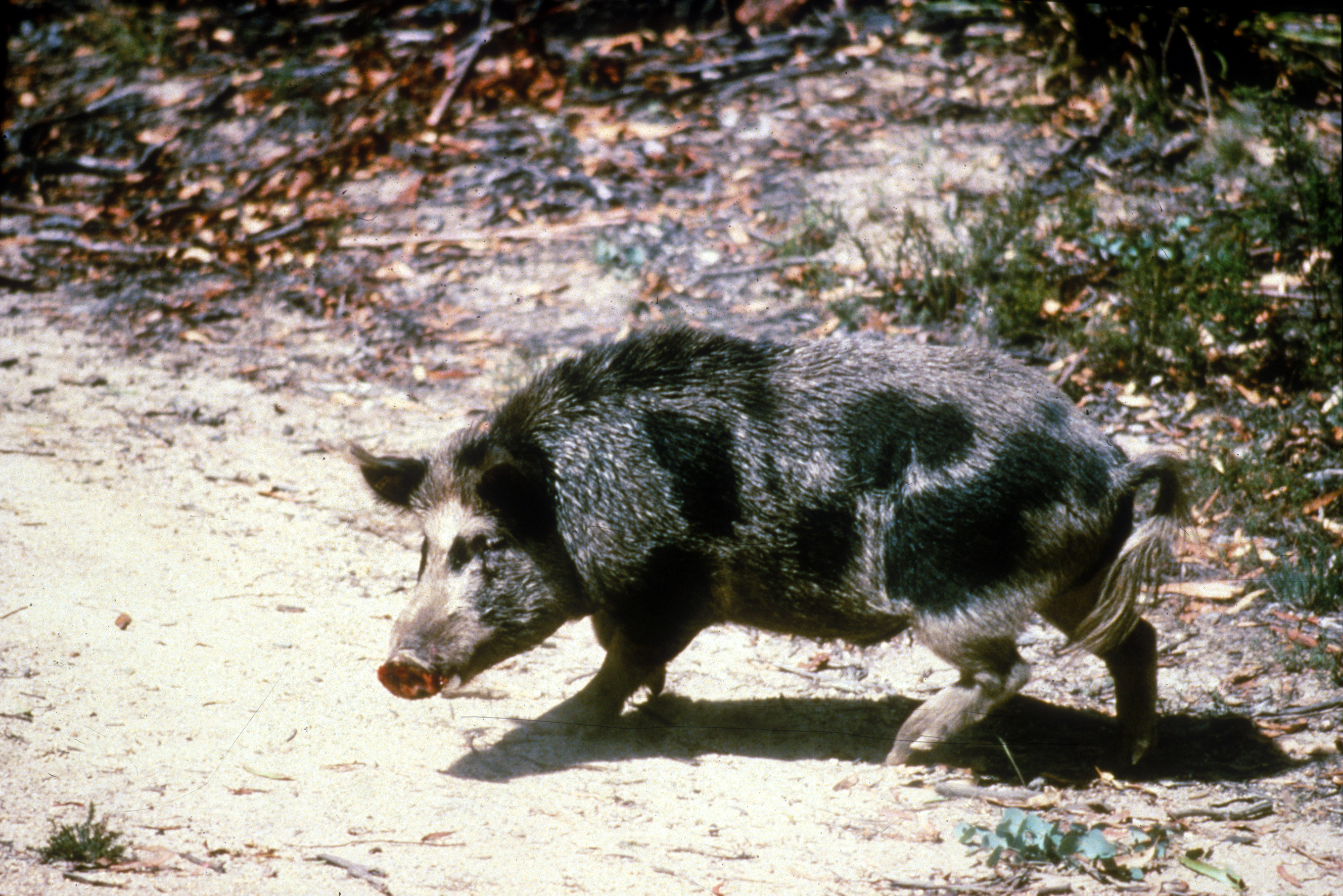
야생화된 돼지. 야생 돼지(멧돼지)와는 다르다.

야생화(feralization)란 가축화된 동식물종의 개체가 모종의 이유에 의해 야생에서 살아가고, 경우에 따라 새끼까지 치면서 적응한 것을 말한다. 그러한 동식물을 야생화된 동식물(feral animal / plant)이라고 한다. 가축이었던 적이 없고 원래부터 야생에서 살아가던 야생동식물(wildlife)과는 다르다.
인간으로부터 탈출하거나 유기당한 동물이 한 세대 안에 야생화할 수도 있다. 야생화된 개체가 야생에서 낳은 새끼들은 인간의 별도의 개입이 없으면 가축종임에도 태어나서 죽을 때까지를 야생에서 보낸다.
원래 인간의 생활범위 안에서 살아가던 가축이나 작물이 야생에 풀려나 정착하면 외래종과 같은 생태계교란 현상을 일으킬 수 있으며, 극단적인 경우 토종을 절멸시킬 수도 있다.
생태계 복원사업에서는 야생화된 가축종 개체를 없애는 것을 주요 역점사업으로 삼는다.
유명한 야생화된 동물로는 딩고(개), 머스탱(말) 등이 있다.

## 같이 보기
- 야생아
- 침입종